# Гранмезон, Луи
Луи Лойзо де Гранмезон (фр. Louis de Grandmaison; 21 января 1861, Ле-Ман — 18 февраля 1915), Суасон – французский военный деятель, военный теоретик, генерал-майор (1914). 
В 1894 году окончил Высшую военную школу Сен-Сир. В 1908 году возглавлял оперативное бюро Генерального штаба. В 1911 году Гранмезон прочёл две знаменитые лекции в Центре Высших военных исследований. В них майор критиковал Ф. Фоша и его поколение. Доводы были резкими. Речь теперь не может идти о том, что важнее на войне, материальные или моральные факторы, потому что именно вторые — «единственные важные на войне». На войне невозможно избавиться от необходимости рисковать. Нападение — это лучшая оборона, а решительность — лучший залог успеха. «На войне часто самые безумные поступки будут лучшими», — таков был основной посыл этих лекций.
Был наиболее ярким выразителем французской наступательной доктрины, которую разделяли Генштаб и часть генералитета. Пропагандировал идею наступления во что бы то ни стало при любых обстоятельствах. Он доводил наступательную стратегию до абсолютного отказа от всякой обороны, которая, по его мнению, ведёт к неизбежному поражению.
Теория ведения только решительных наступательных действий не была обеспечена достаточным оснащением французской армии огневыми средствами. Первые же бои в 1914 году, во время 1-й мировой войны 1914—1918 годов, показали несостоятельность его теории.
Участник Франко-прусской и Первой Мировой воен. Погиб в бою в 1915 году.
В 1916 году награждён премией Prix Alfred-Née Французской академии.

## Избранные труды
- Подготовка французской пехоты к бою, пер. с франц., СПБ, 1908:
- Два сообщения, сделанные офицерам Генерального штаба (февраль 1911): идея обеспечения успеха и бой крупных войсковых соединений, пер. с франц., СПБ, 1912.
- Бои пехотной дивизии, усиленной танками, артиллерией и авиацией: исторический эпизод из июльской операции французов в 1918 г. в районе леса Виллер-Котре

## Источник
- Гранмезон, Луи — статья из Большой советской энциклопедии.
- Akavia, G.Y. Decisive Victory and Correct Doctrine: Cults in French Military Thought Before 1914: A Reading of Ardant du Picq, Ferdinand Foch, and Loyzeau de Grandmaison. Center for International Security and Arms Control, Stanford University, 1993